# Pijl van de tijd

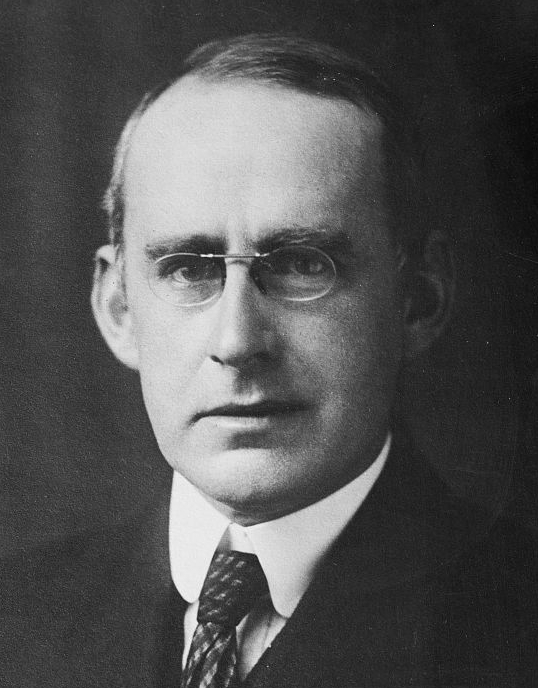
Arthur Stanley Eddington

De pijl van de tijd, ook wel tijdpijl genoemd, is het concept dat het 'éénrichtingsverkeer' of de 'asymmetrie' van de tijd aanduidt. Het werd in 1927 ontwikkeld door de Britse astrofysicus Arthur Eddington en is een onopgelost algemeen natuurkundeprobleem. Deze richting van de tijd zou volgens Eddington bepaald kunnen worden door de organisatie van atomen, moleculen en voorwerpen te bestuderen, en zou getekend kunnen worden op een vierdimensionale relativistische wereldkaart ("een massief blok papier").
Er wordt aangenomen dat fysische processen op microscopisch niveau geheel of grotendeels tijdsymmetrisch zijn: als de richting van de tijd zou omkeren, zouden de theoretische verklaringen die ze beschrijven nog steeds kloppen. Toch blijkt op macroscopisch niveau vaak dat dit niet het geval is: er is een duidelijke richting (of stroom) van tijd. 

## Overzicht
De symmetrie van tijd (T-symmetrie) kan eenvoudig als volgt worden begrepen: als tijd perfect symmetrisch zou zijn, zou een video van echte gebeurtenissen realistisch lijken of deze nu vooruit of achteruit wordt afgespeeld. De zwaartekracht is bijvoorbeeld een in de tijd omkeerbare kracht. Een bal die wordt opgegooid, vertraagt tot stilstand en weer valt, is een geval waarbij videoopnames die vooruit of achteruit worden afgespeeld er even realistisch uitzien. Het systeem is T-symmetrisch. Het proces van het stuiteren en uiteindelijk tot stilstand komen van de bal is echter niet omkeerbaar. Vooruitgaand gaat kinetische energie verloren en neemt de entropie toe. Entropie is mogelijk een van de weinige processen die niet omkeerbaar is in de tijd. Volgens de statistische notie van toenemende entropie is de "pijl" van de tijd identiek met een afname van vrije energie.

## Eddington
In het boek The Nature of the Physical World uit 1928, dat hielp het concept populair te maken, verklaarde Eddington: 
 Laten we willekeurig een pijl tekenen. Als we bij het volgen van de pijl steeds meer ongeordendheid in de toestand van de wereld vinden, dan wijst de pijl naar de toekomst; als de ongeordendheid afneemt, wijst de pijl naar het verleden. Dat is het enige onderscheid dat de natuurkunde kent. Dit volgt onmiddellijk als onze fundamentele bewering dat de introductie van willekeur het enige is dat niet ongedaan kan worden gemaakt juist is. Ik zal de uitdrukking 'pijl van de tijd' gebruiken om dit éénrichtingsverkeer van de tijd aan te duiden. Dit heeft geen analoog in de ruimte. 
 Eddington merkt vervolgens drie punten op over deze pijl: 
1. Hij wordt levendig herkend door bewustzijn.
2. Ook ons redeneervermogen staat er op, en zegt ons dat een omkering van de pijl de externe wereld onzinnig zou maken.
3. Hij verschijnt nergens in de natuurwetenschappen behalve in het bestuderen van de organisatie van meerdere individuen. (Waarmee hij bedoelt dat het alleen wordt waargenomen in entropie, een statistisch mechanisch verschijnsel dat optreedt in een fysisch systeem.)

Volgens Eddington geeft de pijl de richting aan van de geleidelijke toename van ongeordendheid. Na een uitvoerige argumentatie over de aard van de thermodynamica concludeert hij dat, wat de natuurkunde betreft, de pijl van de tijd alleen een eigenschap van entropie is. 

## Pijlen

### Thermodynamische pijl van de tijd
De pijl van de tijd is het "eenrichtingsverkeer" of de "asymmetrie" van de tijd. De thermodynamische pijl van de tijd wordt geleverd door de tweede wet van de thermodynamica, die zegt dat in een geïsoleerd systeem de entropie met de tijd toeneemt. Entropie kan worden gezien als een maat voor microscopische wanorde; dus de tweede wet impliceert dat tijd asymmetrisch is met betrekking tot de hoeveelheid orde in een geïsoleerd systeem: naarmate een systeem door de tijd voortschrijdt, wordt het statistisch wanordelijker. Deze asymmetrie kan empirisch worden gebruikt om onderscheid te maken tussen toekomst en verleden, hoewel het meten van entropie de tijd niet nauwkeurig meet. Ook kan in een open systeem, waarbij energie met de omgeving wordt uitgewisseld, de entropie met de tijd afnemen. 
De Britse natuurkundige Sir Alfred Brian Pippard schreef: 'Er is dus geen rechtvaardiging voor de vaak herhaalde opvatting dat de tweede wet van de thermodynamica alleen statistisch waar is, in die zin dat microscopisch kleine schendingen herhaaldelijk voorkomen, maar schendingen van enige omvang nooit. Integendeel, er is nooit bewijs geleverd dat de Tweede Wet onder wat voor omstandigheden dan ook niet opgaat.' Er zijn echter een aantal paradoxen met betrekking tot de schending van de tweede wet van de thermodynamica, bijvoorbeeld vanwege de recurrentiestelling van Poincaré. 
De thermodynamische pijl van de tijd lijkt verband te houden met alle andere pijlen van tijd en ligt aantoonbaar ten grondslag van sommige ervan, met uitzondering van de zwakke pijl van tijd.    
Harold Blum's boek uit 1951 Time's Arrow and Evolution  'onderzoekt de relatie tussen de pijl van de tijd (de tweede wet van de thermodynamica) en organische evolutie.' Deze invloedrijke tekst onderzoekt 'onomkeerbaarheid en richting in evolutie en orde, negentropie en evolutie'. Blum stelt dat evolutie specifieke patronen gevolgd heeft die vooraf bepaald waren door de anorganische aard van de aarde en haar thermodynamische processen.

### Kosmologische pijl van de tijd
De kosmologische pijl van de tijd wijst in de richting van de uitdijing van het universum. Hij kan gerelateerd zijn aan de thermodynamische pijl, waarbij het universum op weg is naar een warmtedood (Big Chill of Big Freeze) en de hoeveelheid bruikbare energie verwaarloosbaar klein wordt. Het zou ook een effect kunnen zijn van onze plek in de evolutie van het universum (zie de antropische bias), waarbij deze pijl omkeert als de zwaartekracht alles terugtrekt in een grote crunch . 
Als deze pijl van de tijd gerelateerd is aan de andere pijlen van de tijd, dan is de toekomst per definitie de richting waarin het universum groter wordt. Het universum breidt dus per definitie uit - in plaats van dat het krimpt. 
Men denkt dat de thermodynamische pijl van de tijd en de tweede wet van de thermodynamica een gevolg zijn van de initiële condities in het vroege heelal. Daarom komen ze uiteindelijk voort uit de kosmologische begintoestand. 

### Radiatieve pijl van de tijd
Golven, van radiogolven tot geluidsgolven tot golven op een vijver na het gooien van een steen, breiden zich naar buiten uit vanaf hun bron, ook al geven golfvergelijkingen oplossingen voor zowel convergente als radiatieve golven. Deze pijl is omgedraaid in zorgvuldig uitgevoerde experimenten die convergente golven veroorzaakten, dus deze pijl volgt waarschijnlijk uit de thermodynamische pijl, omdat het voldoen aan de voorwaarden om een convergente golf te produceren meer orde vereist dan de voorwaarden voor een radiatieve golf. Anders gezegd, de kans op initiële condities die een convergente golf produceren is veel kleiner dan de kans op initiële condities die een radiatieve golf produceren. In feite vergroot normaal gesproken een radiatieve golf de entropie, terwijl een convergente golf deze vermindert,     waardoor het laatste onder normale omstandigheden in strijd is met de tweede wet van de thermodynamica. 

### Causale pijl van de tijd
Een oorzaak gaat aan zijn gevolg vooraf: de oorzakelijke gebeurtenis vindt plaats vóór de gebeurtenis die het veroorzaakt of beïnvloedt. Geboorte volgt bijvoorbeeld op een succesvolle conceptie en niet andersom. Causaliteit is dus nauw verbonden met de pijl van de tijd. 
Een epistemologisch probleem bij het gebruik van causaliteit als een pijl van de tijd is dat, zoals David Hume beweerde, de causale relatie op zich niet kan worden waargenomen; men neemt alleen reeksen gebeurtenissen waar. Bovendien is het verrassend moeilijk om een duidelijke uitleg te geven over wat de termen oorzaak en gevolg werkelijk betekenen, of om de gebeurtenissen te definiëren waarnaar ze verwijzen. Het lijkt echter duidelijk dat het laten vallen van een kopje water een oorzaak is, terwijl het vervolgens verbrijzelen van het kopje en het morsen van het water het gevolg is. 
Fysisch gezien is de perceptie van oorzaak en gevolg in het voorbeeld van het gevallen kopje een expressie van de thermodynamische pijl van de tijd, een gevolg van de tweede wet van de thermodynamica. Het beïnvloeden van de toekomst, of ervoor zorgen dat er iets gebeurt, creëert correlaties tussen de doener en het effect en deze kunnen alleen worden gecreëerd als we vooruitgaan in de tijd, niet achteruit. 

### Deeltjesfysica (zwakke) pijl van de tijd
Bepaalde subatomaire interacties waarbij de zwakke kernkracht betrokken is schenden het behoud van zowel pariteit als ladingconjugatie, maar slechts zeer zelden. Een voorbeeld is het verval van kaon. Volgens de CPT-stelling betekent dit dat ze ook onomkeerbaar in de tijd zouden moeten zijn en dus een pijl van de tijd vaststellen. Dergelijke processen zouden verantwoordelijk kunnen zijn voor het creëren van materie in het vroege universum. 
Dat de combinatie van pariteit en ladingconjugatie zo zelden wordt verbroken, betekent dat deze pijl maar "nauwelijks" in één richting wijst, waardoor hij zich onderscheidt van de andere pijlen waarvan de richting veel duidelijker is. Deze pijl was nooit in verband gebracht met enig grootschalig temporeel gedrag tot het werk van Joan Vaccaro, die aantoonde dat T-schending verantwoordelijk zou kunnen zijn voor behoudswetten en dynamiek. 

### Quantum pijl van de tijd
Volgens de Kopenhagen-interpretatie van de kwantummechanica wordt de kwantumevolutie bepaald door de Schrödinger-vergelijking, die tijdsymmetrisch is, en door instorting van de golffunctie, die onomkeerbaar is in de tijd. Aangezien het mechanisme van instorting van de golffunctie filosofisch onduidelijk is, is het niet duidelijk hoe deze pijl zich verhoudt tot de andere. Ondanks dat de postmeetstatus volledig stochastisch is in de formuleringen van de kwantummechanica, is er een verband met de thermodynamische pijl voorgesteld, waarbij wel opgemerkt wordt dat de tweede wet van de thermodynamica neerkomt op een waarneming dat de natuur een voorkeur vertoont voor het instorten van golffuncties in hogere entropietoestanden versus lagere, en de bewering dat dit alleen te wijten is aan het feit dat er meer mogelijke toestanden zijn met een hoge entropie, is in strijd met de paradox van Loschmidt.   
Volgens een andere theorie over de instorting van de golffunctie, die van kwantumdecoherentie, is de kwantumpijl van de tijd een gevolg van de thermodynamische pijl van de tijd. Dat wil zeggen dat de decoherentie van paden wordt geassocieerd met een gekwantiseerde toename van entropie.     
Relationele kwantummechanica stelt dat er geen absolute instorting van de golffunctie bestaat, en dat wat een waarnemer als instorting van de golffunctie ziet, in feite een verstrengeld raken van de waarnemer met de gemeten toestand is. De thermodynamische pijl is dan een toename van de verstrengeling in de tijd; op die manier relateert de relationele kwantummechanica de kwantumpijl aan de thermodynamische pijl. 
In 2019 rapporteerde een team van Russische wetenschappers de omkering van de kwantumpijl van de tijd op een IBM- kwantumcomputer. Door de toestand van de kwantumcomputer gemaakt van twee en later drie supergeleidende qubits te observeren, ontdekten ze dat in 85% van de gevallen de computer met twee qubits terugkeerde naar de begintoestand. De omkering van de toestand werd gedaan door een speciaal programma, vergelijkbaar met de willekeurige fluctuatie van de kosmische achtergrondstraling in het geval van het elektron. Volgens schattingen zou een dergelijke omkering van de toestand van het elektron in het hele bestaan van het universum (13,7 miljard jaar) echter slechts één keer plaatsvinden, gedurende 0,06 nanoseconden. Het experiment van de wetenschappers leidde tot de mogelijkheid van een kwantumalgoritme dat een bepaalde kwantumtoestand omkeert door middel van complexe conjugatie. 

### Quantum bron van de tijd
Natuurkundigen zeggen dat kwantumonzekerheid leidt tot verstrengeling, de vermeende bron van de pijl van de tijd. Het idee dat verstrengeling de pijl van de tijd zou kunnen verklaren werd in de jaren tachtig voorgesteld door Seth Lloyd. Lloyd stelt dat kwantumonzekerheid, en de manier waarop die zich verspreidt naarmate deeltjes steeds meer verstrengeld raken, de menselijke onzekerheid in de klassieke bewijzen zou kunnen vervangen als de echte bron van de pijl van de tijd. Volgens Lloyd is 'de pijl van de tijd een pijl van toenemende correlaties'.

### Psychologische/perceptuele pijl van de tijd
Een mentale pijl ontstaat omdat men het gevoel heeft dat de perceptie een continue beweging is van het bekende (verleden) naar het onbekende (toekomst). Anticiperen op het onbekende vormt de psychologische toekomst, die altijd iets lijkt te zijn waarnaar we op weg zijn. Maar net als een projectie in een spiegel, maakt het dat wat eigenlijk al een deel van het geheugen is, zoals verlangens, dromen en hoop, voor de waarnemer iets dat voor hem uit lijkt te liggen. 
De associatie van "achter ⇔ verleden" en "vooruit ⇔ toekomst" is cultureel bepaald. De Aymara-taal associeert bijvoorbeeld "vooruit ⇔ verleden" en "achter ⇔ toekomst".   Evenzo betekent de Chinese term voor "overmorgen" 後天 ("hòu tiān") letterlijk "na (of achter) dag", terwijl "eergisteren" 前天 ("qián tiān") letterlijk "voorafgaand (of voor) dag betekent."
De woorden "gisteren" en "morgen" vertalen zich in het Hindi naar hetzelfde woord: कल ("kal"), wat betekent "[één] dag verwijderd van vandaag". De dubbelzinnigheid wordt opgelost door de werkwoordsvorm. 
परसों ("parsoⁿ") wordt gebruikt voor zowel "dag voor gisteren" als "dag na morgen" of "twee dagen vanaf vandaag". नरसों ("narsoⁿ") wordt gebruikt voor "drie dagen vanaf vandaag".
Een ander aspect van het psychologische tijdsverloop ligt in het domein van wil en actie. We plannen en voeren vaak acties uit die bedoeld zijn om de gang van zaken in de toekomst te beïnvloeden. Uit de Rubaiyat :

De Bewegende Vinger schrijft, en, geschreven hebbende,
Beweegt hij verder: noch al je vroomheid noch je verstand
Zal hem teruglokken om een halve regel te wissen,
Noch zullen je Tranen een Woord wegwassen.
— Omar Khayyám (vertaling door Edward Fitzgerald)